# Hermann Schadeberg
Hermann Schadeberg oder Hermann von Basel war als Maler und Glasmaler um 1399 bis 1449 tätig. Er soll des Weiteren auch Illustrationen zu Büchern geschaffen haben.
Wohl aus Basel kommend wird Schadeberg in Straßburg 1399 erstmals urkundlich genannt.  Er stand damals schon in Straßburg in hohem Ansehen und wurde 1410 von der Zunft der Goldschmiede und Schildermaler in deren großen Rat gewählt. Jedoch ist keines seiner Malwerke sicher bekannt, obwohl in erhaltenen Rechnungsbüchern einige Angaben dazu gemacht werden.
Aufgrund von Dokumentenvergleich in Straßburger Archiven wird in ihm seit dem Jahr 2008 der Meister der Colmarer Kreuzigung gesehen, der mit seinem Bild der Kreuzigung in den Jahren 1410 oder 1415 eines der ersten Tafelgemälde nördlich der Alpen geschaffen hat. Die Zuschreibung an Schadeberg, der also nachweislich in Straßburg um diese Zeit als Künstler tätig war, ist Resultat einer langen Reihe von Versuchen, den Schöpfer dieses auch Dominikanische Kreuzigung genannten Werkes zu identifizieren.
Schadeberg soll auch Vorlagen für Glasfenster in Straßburger Kirchen geliefert haben.